# Ständer

Fachwerk-Fachbegriffe: 1 Eckständer, 2 Strebe, 3 Rähm, 4 Ständer, 5 Kopfwinkelholz, 6 Kopfband, 7 Gegenstrebe, 8 Strebe, 9 Riegel, 10 Sturzriegel, 11 Brüstungsriegel, 12 Andreaskreuz, 13 Schwelle, 14 Fußwinkelholz, 15 Fußband, 16 Schwellriegel

Die Begriffe Ständer, Steher, Stempel, Pfosten oder Stiel bezeichnen im Bauwesen einen senkrecht stehenden Balken, welcher der Lastabtragung dient.

## Beschreibung
Ein Ständer ruht in der Regel auf einer Schwelle, einem Sockel oder Fundament.
Ständer wurden und werden bei fast allen Holzbauweisen als wesentliche tragende Bauteile eingesetzt, wie etwa in der traditionellen Ständer- und Stockwerksbauweise des Holzfachwerks und im modernen Holzrahmenbau. Auch ein stehender Dachstuhl weist Ständer auf.
Zur Stabilisierung werden die Ständer traditionell durch Riegel und Streben ausgesteift. Heute geschieht dies ersatzweise meist durch Holzwerkstoffplatten. Im Holzfachwerkbau werden die Zwischenräume (Gefache) traditionell ausgefacht.

Elemente der Fachwerkbauweise

## Begriffsabgrenzungen
Ständer können auch aus Stahl oder Stahlbeton (Stahlbetonskelettbau) bestehen, werden dann aber als Stützen bezeichnet.
Anders als der Ständer wird ein Pfosten auch wie ein Pflock oder Pfahl in den Boden gerammt oder in eine Pfostengrube gestellt, zum Beispiel bei der Pfostenbauweise.
Kurze Ständer werden auch Stempel und Stelzen genannt.